# 3980 Hviezdoslav
A 3980 Hviezdoslav (ideiglenes jelöléssel 1983 XU) a Naprendszer kisbolygóövében található aszteroida. Antonín Mrkos fedezte fel 1983. december 4-én.